# سفارة أوكرانيا في قبرص
سفارة أوكرانيا في قبرص هي أرفع تمثيل دبلوماسي لدولة أوكرانيا لدى قبرص. تقع السفارة في نيقوسيا وهي تهدف لتعزيز المصالح الأوكرانية في قبرص.

## وصلات خارجية
- الموقع الرسمي
- قائمة سفارات أوكرانيا
- قائمة السفارات في قبرص